# Kleingebiet Hévíz
Das Kleingebiet Hévíz (ungarisch Hévízi kistérség) war eine ungarische Verwaltungseinheit (LAU 1) innerhalb des Komitats Zala in Westtransdanubien. Es entstand am 25. September 2007 durch die Teilung des Kleingebiets Keszthely-Hévíz und wurde am 31. Dezember 2012 aufgelöst. Alle acht Ortschaften wurden dem Kreis Keszthely (ungarisch Keszthelyi járás) zugeordnet.
Ende 2012 lebten auf einer Fläche von 123,60 km² 13.171 Einwohner. Die Bevölkerungsdichte des kleinsten Kleingebiets betrug 106 Einwohner/km² und lag über dem Komitatsdurchschnitt.
Der Verwaltungssitz befand sich in Hévíz, der einzigen Stadt (4.375 Ew.). Die sieben Gemeinden hatten eine durchschnittliche Einwohnerzahl von 1215.

## Ortschaften
- Alsópáhok
- Cserszegtomaj
- Felsőpáhok
- Hévíz
- Nemesbük
- Rezi
- Sármellék
- Zalaköveskút